# 托葉鐵科
托葉鐵科又名蕨苏铁科或托叶苏铁科，共有2属3种，分布在澳大利亚东北部和非洲南部。
本科植物和泽米苏铁科亲缘关系较近。

## 属
- 蕨苏铁属 （Stangeria T.Moore, 1853年），只有1种— 绵柄蕨苏铁（Stangeria eriopus）生长在南非和莫桑比克；
- 波温苏铁属 （Bowenia J.D.Hooker, 1863年），共有2种—裂葉蘇鐵（Bowenia serrulata）和波溫蘇鐵（Bowenia spectabilis），生长在澳大利亚东北。